# Fizyka atomowa
Fizyka atomowa – dział fizyki zajmujący się stanami elektronowymi w atomie, a więc wszystkim co określa własności chemiczne ciał. 
Fizyka stanów elektronowych jest względnie prosta, jeżeli zaniedbać oddziaływanie między elektronami. W istocie jest to często stosowane przybliżenie. Jednak elektrony, jako cząstki naładowane, oddziałują ze sobą. Prawidłowe wyniki można otrzymać tą drogą jedynie dla atomu wodoru, gdzie wokół jądra krąży tylko jeden elektron.
Dla innych atomów w użyciu jest szereg teorii przybliżonych, które w różny sposób starają się ująć oddziaływanie między elektronami. Prócz oddziaływania elektrostatycznego w grę wchodzi tu oddziaływanie między momentami magnetycznymi elektronów, tak orbitalnymi, jak i spinowymi. Wszystkie te czynniki tworzą obraz na tyle złożony, że podejściem akceptowanym w praktyce jest metoda rozwiązywania równania Schrödingera metodami numerycznymi.